# 孟家坟民宅
孟家坟民宅是位于中华人民共和国河北省张家口市下花园区孟家坟村的一处民宅，现已列入河北省文物保护单位。孟家坟民宅原名“贵珍堂”，建成于1913年，分为东西两院，有房41间。

## 历史
孟家坟民宅的主人姓郭。郭氏在清代投资开采八宝山煤矿致富，在孟家坟村修建了这所规模宏大的宅院。绣楼东侧的山墙下镶嵌的石碑记载民宅建成于癸丑年（即公元1913年）。

## 建筑
孟家坟民宅总占地面积1,033.6平方米，建筑面积为569.05平方米。整座民宅坐北朝南，为砖木结构，分东西两院。东院有北房四间、南房三间、门楼一间，东院的东房已经不存。西院的北房有五间，明间及次间前接戏台。西院有五间东房，明间穿堂通向东院。西院原有的西房已毁，现在的西房为新建的临时建筑。西院还有五间南房，明间和次间为二层，上层的绣楼正对北房的戏台。孟家坟民宅体现了清末民初张家口一带民间建筑外檐装修和砖雕的风格。民宅有格棂窗二十余种。

## 保护
1993年，孟家坟民宅入选第三批河北省文物保护单位。民宅东院的北房、西院的北房保存较好，其它部分均受到较重破坏。西院南房绣楼、西院东房所受破坏尤重。2012年，下花园区向河北省文物局申请到50万元人民币的抢修经费，依“不改变文物原状”和“修旧如旧”两项原则开展维修。2013年3月，第一期维修工程开工，维修了西院南房绣楼和西院的东房。绣楼的瓦顶、地面、墙体、门窗都得到修缮。修缮东房时，先将其揭顶，然后校正了梁架，重新布瓦。拆除重建了东房开裂、倾斜的南北山墙，补上了东房缺损的建筑构件。另外，维修时还在东房挑檐木前端各添上了一根擎檐柱，以承载负荷。至2013年7月，第一期工程已经结束。由于其余部分破损仍然严重，孟家坟民宅仍不对外开放。据报道，在第二期工程结束后，孟家坟民宅将逐步开放旅游。2012年的报道称，孟家坟民宅修复项目的总投资为300万元人民币，下花园区已完成规划，并通过了河北省组织的专家论证。